# Hunasanahalli, Ramanagara
Hunasanahalli là một làng thuộc tehsil Ramanagara, huyện Ramanagara, bang Karnataka, Ấn Độ.